# Adolf Kertész
Adolf Kertész (III) (Kisfalud, 15 marzo 1892 – 18 novembre 1920) è stato un calciatore ungherese.

## Biografia
Interno, giocò nella massima serie ungherese e conta undici presenza in Nazionale. È il minore dei fratelli Kertész, al fianco di Vilmos e Gyula, e morì in un incidente stradale.